# Auftriebsschwerpunkt
Bei Luft- und Wasserfahrzeugen wird als Auftriebsschwerpunkt (englisch Center of Lift) jener Punkt bezeichnet, an dem die dynamischen Auftriebskräfte, die das Fahrzeug entgegen der Schwerkraft erheben, angreifen. Der Abstand zwischen dem Massenschwerpunkt des Körpers und dem Auftriebsschwerpunkt beeinflusst sein dynamisches Verhalten im Allgemeinen wesentlich bzw. unterscheiden sich die grundlegenden Bauweisen in diesem Aspekt.

## Beispiele
- Bei einem Wasserfahrzeug ist die Stabilität beim Übergang in das Gleiten (vgl. Verdränger und Gleiter) relevant: Das Boot darf dabei durch den Bodeneffekt und einen weit vorn liegenden Auftriebsschwerpunkt nicht einseitig vorn angehoben werden, da es sich sonst nach hinten überschlagen kann.

Massen- und Auftriebsschwerpunkt mit Ausgleich durch das Höhenruder bei einem Flugzeug.

- Bei einem Flugzeug ist die Schwerpunktlage beim Langsamflug wichtig: Durch den vor dem Auftriebsschwerpunkt liegenden Massenschwerpunkt kippt es nach einem Strömungsabriss nach vorn und wird so, bei ausreichender Flughöhe, wieder beschleunigt und damit steuerbar. Segelflugzeuge etwa werden so konstruiert, dass sie leicht kopflastig sind, solange der Pilot ein durchschnittliches Körpergewicht hat – leichtere Piloten müssen dies durch Trimmgewichte im Cockpit ausgleichen. Bei Frachtflugzeugen ist die zulässige Lage des Massenschwerpunktes durch den Lademeister zu planen. Der Nachteil dieser Auslegung ist, dass der vor dem Auftriebsschwerpunkt liegende Massenschwerpunkt durch einen Abtrieb am Höhenleitwerk ausgeglichen werden muss, welcher wiederum durch einen höheren Auftrieb am Flügel kompensiert wird. Daraus ergibt sich ein  höherer Luftwiderstand und damit Treibstoffverbrauch.
- Senkrechtstartende Luftfahrzeuge: Bei Drehflüglern wie dem Hubschrauber liegt der Massenschwerpunkt stets unter der Rotor-Ebene, welche den Auftriebsschwerpunkt bildet. Bei Heckstartern ist dieses Verhältnis umgekehrt, was das Manövrieren im Schwebeflug erschwert. Bei Quadrocoptern wiederum liegen die beiden Punkte nahe beieinander oder auch auf einer Höhe, was eine Drehratendämpfung erfordert.